# Lord of the Lost
Lord of the Lost és un grup de música alemany de metal gòtic d'Hamburg.

## Biografia
Lord of the Lost va ser creat el 2007 com un projecte en solitari en mans del músic Chris "The Lord" Harms, que anteriorment havia estat el cantant i guitarrista del grup de rock Philiae i també guitarrista i segon vocalista del grup de glam metal The Pleasures. Inicialment, el projecte es deia Lord i després de publicar les primeres cançons a MySpace va rebre crítiques força positives. No obstant això, Chris va deixar clar que necessitaria més músics per poder tocar la seva música en viu. Poc després va aconseguir formar un grup. Va canviar el nom del grup inicial per l'actual per evitar conflictes amb Lordi i The Lords (un grup de música alemany dels anys 70).
Actualment, han publicat un total de quatre EP i set àlbums. Inicialment, publicaven la seva música sota el segell discogràfic Out Of Line Music i actualment treballen amb Napalm Records. També han fet una gran quantitat de concerts per Alemanya i el Regne Unit (com a teloners de KMFDM), alguns en festivals internacionals com el M'era Luna Festival, Wave-Gotik-Treffen i el Wacken Open Air.
Al principi del 2023, van participar a Unser Lied für Liverpool, la preselecció alemana pel Festival de la Cançó d'Eurovisió. Van guanyar amb la cançó «Blood & Glitter» i representaran Alemanya en el Festival de la Cançó d'Eurovisió 2023, que se celebrarà en la ciutat britànica de Liverpool.